# Alemanski makrojezik
Alemanski makrojezik (ISO:639-3 aeg, neaktivan), ime makrojeziku kojem se čeka dodjela priznanja, a obuhvaćao bi jezike njemački kolonije tovar [gct], alemanski ili švicarski-njemački [gsw], švapski [swg] i walserski [wae].
Zahtjev je za priznanje podnesla je Clemens-Valentin Kienzle.
Uobičajeni naziv jezika kod označavanja kodnog elementa je alemannic, a autonim je alemannisch. Na području Alzasa u Francuskoj naziva se elsässisch, u Švicarskoj schwyzerdütsch i u Njemačkoj schwäbisch.